# 타마라 모스크비나
타마라 니콜라예브나 모스크비나(러시아어: Тама́ра Никола́евна Москвина́, 1941년 6월 26일 ~ )는 소련의 은퇴한 피겨 스케이팅 선수이자 러시아의 페어 스케이팅 코치이다. 알렉세이 미신과 페어 부문에 참가한 그녀는 1969년 세계 선수권 대회에서 은메달을 획득했고 전소련 선수권 대회에서 우승했다. 싱글 스케이팅 선수로서, 그녀는 전소련 선수권 대회에서 5연패(1962 - 1966)했다.

## 생애
1941년 6월 26일 레닌그라드(현재 상트페테르부르크)에서 태어났다. 그녀의 가족은 1948년에 레닌그라드로 돌아갔다.

## 선수 경력
모스크비나는 10살때 레닌그라드에서 스케이트를 배우기 시작했다.

## 참조
1. ↑  “알렉세이 미신과의 인터뷰” (러시아어). TV Park 잡지. 2003년 3월 28일. 2005년 11월 9일에 원본 문서에서 보존된 문서. 2016년 7월 27일에 확인함.